# Гіссалел
Гіссалел (Гассалел, Гасселел, Гіссілел) (*𐤄𐤑𐤋𐤀𐤋‎, д/н — бл. 620 до н. е.) — цар Аммону близько 640—620 років до н. е. Він згадується на написі на пляшці, розкопаній у Тель-Сірані в Йорданії.

## Життєпис
Син царя Аммінадаба I. Посів трон близько 640 року до н. е. Підтвердив залежність від Ассирії. Не намагався повстати проти останньої, справно сплачуючи данину.
Наприкінці панування став підтримувати арабські племена, що стали вдиратися на північ Сирії. Також встановив таємні контакти з Єгиптом, відчувши слабкість ассирійського царя Сін-шар-ішкуна. Втім Гассалел помер близько 620 року до н. е., ще до відкритого виступу проти Ассирії їй підвладних і залежних держав. Трон спадкував його син Аммінадаб II.